# Гусейнов, Адиль Нури оглы
Адиль Нури оглы Гусейнов (азерб. Adil Nuri oğlu Hüseynov; 1930, Баку — 2006, там же) — советский азербайджанский железнодорожник, заслуженный работник транспорта Азербайджанской ССР. Лауреат Государственной премии Азербайджанской ССР (1982). Депутат Верховного Совета СССР 10-го и 11-го созывов (1979—1989). 

## Биография
Родился в 1930 году в городе Баку, столице Азербайджанской ССР.
В 1949 году окончил железнодорожную школу № 1, позже заочно окончил Бакинский железнодорожный техникум.
С 1949 года — помощник машиниста паровоза, с 1953 года — машинист паровоза, позже — машинист электровоза локомотивного депо станции Баладжары Азербайджанской железной дороги.
Достиг высоких показателей производительности труда при выполнении планов десятой (1976—1980) и одиннадцатой (1981—1985) пятилеток. Проявил себя на работе как опытный железнодорожник, многократно побеждал в социалистическом соревновании, прилагал усилия для своевременной доставки грузов и рационального распределения рабочего времени с целью экономии как времени, так и электроэнергии. Выступил инициатором ввода в эксплуатацию на линиях, обслуживаемых Баладжарским депо, тяжеловесных и длинносоставных поездов. Регулярно выполнял квартальные и годовые планы досрочно, план перевозок первых трёх лет десятой пятилетки (1976—1978) выполнил за 2 года и 8 месяцев. В первые годы одиннадцатой пятилетки довел 265 тяжеловесных поездов до места назначения, доставил 191,6 тысяч тонн народнохозяйственных грузов сверх плана, при этом сэкономив 90 тысяч кВт/ч электроэнегии. За достигнутые высокие результаты в социалистическом соревновании в 1982 году удостоен Государственной премии Азербайджанской ССР. 
Подготавливал молодых железнодорожников.
Активно участвовал в общественно-политической жизни республики и Советского Союза. Состоял в КПСС с 1961 года, выдвинут делегатом на XIX Всесоюзную партийную конференцию (1988). Избирался депутатом Кировского районного и Бакинского городского советов, депутатом Совета Национальностей Верховного Совета СССР 10-го и 11-го созывов от Бакинского—Кировского избирательного округа Азербайджанской ССР № 195. Занимая пост депутата на разных уровнях, способствовал улучшению качества жизни трудящихся Кировского района города Баку, строительства культурно-бытовой инфраструктуры, решению проблем граждан.
Скончался в 2006 году в родном городе.